# Mission: Impossible – Dead Reckoning Part One
Mission: Impossible – Dead Reckoning Part One és una pel·lícula d'acció d'espies estatunidenca del 2023 dirigida per Christopher McQuarrie a partir d'un guió que va coescriure amb Erik Jendresen. És la seqüela de Missió: Impossible – Fallout (2018) i la setena entrega de la sèrie de pel·lícules Mission: Impossible. Dead Reckoning Part One veu Tom Cruise tornar com Ethan Hunt, l'equip de l'IMF del qual combina l'enginy amb una poderosa IA canalla coneguda com "l'Entitat". El repartiment de l'elenc també compta amb Hayley Atwell, Ving Rhames, Simon Pegg, Rebecca Ferguson, Vanessa Kirby, Esai Morales, Pom Klementieff, Mariela Garriga i Henry Czerny. S'ha subtitulat al català.
Mission: Impossible - Dead Reckoning Part One es va estrenar a la Piazza di Spagna a Roma el 19 de juny de 2023 i es va estrenar als Estats Units el 12 de juliol de 2023 per Paramount Pictures. Tot i que no va arribar a les expectatives després d'un cap de setmana d'estrena inferior al previst, la pel·lícula va rebre una gran aclamació de la crítica i una puntuació d'audiència alta. Una seqüela directa, Dead Reckoning Part Two, s'estrenarà el 28 de juny de 2024.

## Argument
Ethan Hunt (Tom Cruise) i el seu equip de l'organització secreta IMF (Força de Missions Impossibles) s'embarquen en la seva missió més perillosa fins ara: caçar una nova arma terrible abans que caigui en mans equivocades i amenaci tota la humanitat: "l'Entitat". El control del futur i el destí del món estan pendents d'un fil. A mesura que les forces fosques del seu passat resorgeixen, Hunt s'embarca en una carrera mortal arreu del món. Davant d'un enemic poderós i enigmàtic, s'adona que res no pot estar per sobre de la seva missió, ni tan sols la vida dels qui estima, i que "l'Entitat" és una eina massa poderosa i cal destruir-la.

## Repartiment
- Tom Cruise com a Ethan Hunt, un agent de l'IMF i líder d'un equip d'operatius.
- Hayley Atwell com a Grace, una lladre i la nova aliada d'Ethan. Christopher McQuarrie va descriure el personatge d'Atwell com una "força destructiva de la natura", mentre que Atwell va explicar que la lleialtat del seu personatge és "una mica ambigua".[8]
- Ving Rhames com a Luther Stickell, un tècnic informàtic de l'IMF, el millor amic de Hunt i membre del seu equip.
- Simon Pegg com a Benji Dunn, un agent tècnic de camp de l'IMF i membre de l'equip de Hunt.
- Rebecca Ferguson com a Ilsa Faust, una agent de l'MI6 desautoritzada que es va aliar amb l'equip de Hunt durant Rogue Nation (2015) i Fallout (2018).
- Vanessa Kirby com a Alanna Mitsopolis, una comerciant d'armes i corredora del mercat negre que s'anomena "White Widow". Alanna és la filla de Max, un traficant d'armes mort originalment interpretat per Vanessa Redgrave de la primera pel·lícula.
- Esai Morales com a Gabriel, un poderós terrorista i adversari d'Ethan amb l'objectiu d'utilitzar l'Entitat, un sistema d'IA totpoderós per governar el món. Era un vell amic i aliat d'Ethan abans que Ethan es convertís en agent de l'IMF.[9]
- Pom Klementieff com a Paris, una assassina francesa que treballa per a Gabriel.[10]
- Mariela Garriga com a Marie, una dona del passat d'Ethan i Gabriel, vista només en breus flashbacks.[11]
- Henry Czerny com a Eugene Kittridge, el director de l'IMF i la CIA vist per última vegada a Missió: Impossible (1996).
- Shea Whigham com a Jasper Briggs, un executor de la comunitat encarregat de caçar Ethan.[12]
- Cary Elwes com a Denlinger, el director d'Intel·ligència Nacional.[13]
- Greg Tarzan Davis com a Degas, la parella de Briggs.
- Frederick Schmidt com a Zola Mitsopolis, el germà d'Alanna.[14]

A més, Charles Parnell, Rob Delaney, Indira Varma i Mark Gatiss apareixen com a caps de la comunitat, representant NRO, JSOC, DIA i NSA, respectivament.

## Producció
El gener de 2019, Cruise va anunciar que la setena i la vuitena pel·lícules Mission: Impossible es rodarien juntes, ambdues escrites i dirigides per McQuarrie. Poc després es van anunciar la tornada i nous membres del repartiment, i Lorne Balfe, que va compondre la partitura de Fallout, va tornar per gravar la pel·lícula.
El títol de treball de la pel·lícula va ser Libra. El rodatge va començar a Itàlia el febrer del 2020, però es va aturar a causa de la pandèmia de COVID-19. Es va reprendre més tard aquell any i va acabar el setembre de 2021 amb altres llocs de rodatge, com Noruega, el Regne Unit, Itàlia i els Emirats Àrabs Units.
És la primera pel·lícula de la sèrie des de Missió: Impossible II (2000) que no implica J. J. Abrams de cap manera i també és la primera pel·lícula de la sèrie que no ha estat produïda per Bad Robot Productions des de Missió: Impossible III (2006). Amb un pressupost estimat de 291 milions de dòlars, és una de les pel·lícules més cares mai fetes i la més cara de la franquícia.